# Zeche Minister Achenbach
Die Zeche Minister Achenbach war ein Steinkohlebergwerk in Lünen im Ortsteil Brambauer. Benannt wurde die Zeche nach dem preußischen Handelsminister Heinrich von Achenbach. Das Bergwerk war auch unter dem Namen Zeche Vereinigte Minister Achenbach bekannt. Das Bergwerk hat eine über hundertjährige Bergwerksgeschichte und war davon über 90 Jahre in Betrieb, in dieser Betriebszeit wurden rund 126,5 Millionen Tonnen Steinkohle gefördert. Es wurden drei verschiedene Steinkohlensorten gefördert, Gaskohlen, Esskohlen und Fettkohlen.

## Geschichte

### Planung
Im Jahr 1870 wurden im Raum Brambauer ersten Probebohrungen durchgeführt. Im Jahr 1873 wurde die Mutung für ein Steinkohlevorkommen in Brambauer eingelegt. In der Zeit vom 8. Januar bis zum 3. Februar des Jahres 1875 konsolidierten die Geviertfelder Gretchen, Olga, Paula, Max und Martha unter dem Namen Friede. Das so konsolidierte Grubenfeld Friede umfasste eine Fläche von 10,9 km2. In der Zeit vom 1. bis zum 7. Juni des Jahres 1877 konsolidierten die Geviertfelder Helena, Emma, Martha Auguste und Marie und die Eisenerzgeviertfelder Alfred, Carl und Hermann zu Minister Achenbach. Dieses Grubenfeld umfasste eine Fläche von 8,7 km2 Steinkohlen und 6,6 km2 Eisenerz. Im Jahr 1896 konsolidierten die Felder Minister Achenbach und Friede zu Vereinigte Minister Achenbach. Die gesamte Berechtsame umfasste nun eine Fläche von 19,7 km2. Treibende Kraft bei diesen Konsolidationen war der Bergwerksbesitzer Carl Lange aus Berlin. Er war es auch, der nach der Konsolidation die Felder in seinen Besitz brachte. Noch im Jahr 1896 wurde die Gewerkschaft Minister Achenbach gegründet. Von den 1000 Kuxen übernahm die Nationalbank für Deutschland 990 Kuxe und Carl Lange zehn Kuxe. Repräsentanten der Gewerkschaft wurden der Kommerzienrat Hermann und der Kaufmann Karl Ferdinand Lange.

### Die Errichtung des Bergwerks
Im Jahr 1897 wurde in Brambauer mit den Teufarbeiten für den Schacht Minister Achenbach 1 begonnen. Der erste Spatenstich für diesen Schacht erfolgte am 3. August desselben Jahres. Im Jahr 1899 erreichte Schacht 1 bei einer Teufe von 370 Metern das Karbon. Noch im selben Jahr wurde mit den Teufarbeiten für Schacht 2 begonnen. Der Schacht wurde neben Schacht 1 angesetzt. Im selben Jahr erreichte der Schacht 1 bei einer Teufe von 412 Metern (- 329 m NN) die 1. Sohle und bei einer Teufe von 520 Metern (- 206 m NN) wurde die 2. Sohle angesetzt. Im Jahr 1899 wurde über dem Schacht 1 ein deutsches Strebengerüst errichtet. Im Jahr 1900 wurde im Schacht 1 bei einer Teufe von 505 Metern (- 206 m NN) direkt im Flöz eine Zwischensohle angesetzt. Außerdem wurden in diesem Jahr die Felder Altlünen erworben. Nach dem Erwerb dieser Felder umfasste die gesamte Berechtsame eine Fläche von 26 km2 und bestand nun aus zwölf Einzelfeldern.

### Die ersten Betriebsjahre
Im Jahr 1900 wurde das Bergwerk in Betrieb genommen. Am 31. August des Jahres 1901 erwarb die Gebrüder Stumm GmbH aus Neunkirchen 800 Kuxe der Zeche Minister Achenbach. Weitere 200 Kuxe wurden von R. Böcking & Cie. erworben. Somit kam es im Jahr 1901 bei der Zeche Minister Achenbach zu einem Besitzerwechsel. Die Gewerkschaft wurde in ihrer bisherigen Form weiter betrieben. Neuer Hauptgewerke der Gewerkschaft Minister Achenbach war nun Gebrüder Stumm. Der Grubenvorstand setzte sich aus Vertretern der Gebrüder Stumm GmbH und der R. Böcking & Cie. zusammen. Im Jahr 1902 wurde eine Kokerei in Betrieb genommen. Die Kokerei wurde mit 60 Koksöfen ausgerüstet, um für die Stummschen Eisenwerke den Eigenbedarf an Koks zu erzeugen. Im Jahr 1903 wurde der Wetterschacht 2 bis zur 1. Sohle in Betrieb genommen. Der Schacht war mit einem Stahlkastenstreben-Fördergerüst ausgerüstet. Außerdem wurde in diesem Jahr die Kokerei um 74 Öfen erweitert und es wurde eine Ammoniakfabrik in Betrieb genommen. Noch im selben Jahr wurde ein Feldestausch mit der Zeche Vereinigte Stein & Hardenberg vorgenommen, das getauschte Feld hatte eine Größe von 0,4 km2. Im Jahr 1904 trat die Gewerkschaft dem Rheinisch-Westfälischen Kohlen-Syndikat und der Deutschen Ammoniak-Verkaufs-Vereinigung bei.
Im Jahr 1905 wurde begonnen, den Wetterschacht 2 tiefer zu teufen. außerdem wurde in diesem Jahr im Schacht 1 bei einer Teufe von 660 Metern (- 577 m NN) die 3. Sohle angesetzt. Im Jahr 1907 erreichte der Wetterschacht 2 die 2. Sohle. Im Jahr 1908 wurde ein Feldestausch mit der Zeche Adolph von Hansemann vorgenommen. Dieses getauschte Feld hatte eine Größe von 0,5 km2. Im Jahr 1909 wurde im Ostfeld mit den Teufarbeiten für den Schacht 3 begonnen. Der Schacht war als Wetterschacht vorgesehen und wurde 1,5 Kilometer östlich der Schächte 1/2 angesetzt. Im Jahr 1910 erreicht der Wetterschacht 3 bei einer Teufe von 356 Metern das Karbon. Im Jahr darauf wurde im Schacht 3 bei einer Teufe von 395 Metern (- 317 m NN) die 1. Sohle und noch im selben Jahr bei einer Teufe von 503 Metern (- 425 m NN) die 2. Sohle angesetzt. Außerdem wurde in diesem Jahr auf der 2. Sohle ein Durchschlag mit dem Baufeld 1/2 erstellt. Im Jahr 1912 kam es im Baufeld 1/2 zu einer Schlagwetterexplosion. Bei diesem Grubenunglück, das sich am 18. Dezember ereignete, kamen 49 Bergleute ums Leben. Im Jahr 1912 wurde auf der Kokerei eine Benzolfabrik errichtet und in Betrieb genommen. Im Jahr 1914 war der Schacht 3 als Wetterschacht in Betrieb. Über dem Schacht wurde ein deutsches Strebengerüst der Bauart Zschetzsche errichtet. Am 30. Januar dieses Jahres kam es im Baufeld 1/2 erneut zu einer Schlagwetterexplosion, bei der 25 Bergleute ums Leben kamen. Im selben Jahr trat die Gewerkschaft Minister Achenbach dem Benzolverband bei. Am 15. Oktober 1917 ereignete sich am Wetterschacht 3 eine weitere Schlagwetterexplosion, bei der 17 Bergleute getötet wurden.

### Ausbau der Schachtanlage
Im Jahr 1918 wurde in der Ortslage Brambauer im Nordostfeld mit den Teufarbeiten für den Schacht 4 begonnen. Der Schacht wurde 1,8 Kilometer nordöstlich der Schächte 1/2 angesetzt. Im Jahr 1919 wurde im Schacht 3 bei einer Teufe von 648 Metern (- 570 m NN) die 3. Sohle angesetzt. Im Jahr 1920 erreichte der Schacht 4 bei einer Teufe von 333 Metern das Karbon. Noch im selben Jahr wurde bei einer Teufe von 503 Metern (- 424 m NN) die 2. Sohle und bei einer Teufe von 647 Metern (- 569 m NN) die 3. Sohle, auch 650 Metersohle genannt, angesetzt. Am 12. November desselben Jahres wurde zwischen der Gewerkschaft Minister Achenbach und dem Essener Bergwerks-Verein „König Wilhelm AG“ ein Vertrag zur Bildung einer Betriebs- und Interessengemeinschaft geschlossen. Der Vertrag trat mit Wirkung vom 1. Januar des darauffolgenden Jahres in Kraft. Mit Inkrafttreten dieses Vertrages wurde der Essener Bergwerks-Verein „König Wilhelm AG“ für Rechnung und auf Gefahr der Gewerkschaft Minister Achenbach geführt. Die bisherige Gesellschaftsform der Gewerkschaft Minister Achenbach wurde beibehalten. Auf Verlangen des Rheinisch-Westfälischen Kohlen-Syndikats wurde dieser Vertrag am 16. Mai des Jahres 1922 dahingehend geändert, dass nicht mehr die Gewerkschaft Minister Achenbach als Vertragspartner eingetragen wurden, sondern die Gebrüder Stumm GmbH. Am 28. März des Jahres 1923 kam es auf der Zeche Minister Achenbach zu einem Grubenbrand, hierbei kamen fünf Bergleute ums Leben. Im Jahr 1924 wurde auf Schacht 4 mit der Förderung begonnen. Noch im selben Jahr wurde eine Verbindungsseilbahn zwischen den Schächten 1/2 und Schacht 4 in Betrieb genommen.
Am 3. November des Jahres 1930 wurde eine Feldeserweiterung von 0,02 km2 für das Feld Minister Achenbach verliehen. Im Jahr 1932 wurde im Bereich des Schachtes 4 ausgehend aus einem Blindschacht bei einer Teufe von 805 Metern (- 730 m NN) die 4. Sohle, auch 810 Metersohle genannt, angesetzt. In diesem Jahr wurden auf der Zeche Minister Achenbach an 64 Tagen Feierschichten verfahren. Im Jahr 1935 wurden die Schächte 3 und 4 zu Ehren Carl Haarmanns umbenannt in Carl-Haarmann-Schächte. Diese Umbenennung erfolgte zu Ehren des Bergassessors und langjährigen Werksdirektors des Bergwerks. In der Mitte der 1930er Jahre konzentrierte man sich auf dem Bergwerk auf den Ausbau des Baufeldes Minister Achenbach 1/2. Hierzu wurden die Tagesanlagen ausgebaut und unter Tage die Gewinnungsbetriebe modernisiert. Im Zeitraum zwischen 1936 und 1937 wurde der bis dahin selbstständig geführte Bergwerksbesitz in die Gebrüder Stumm GmbH integriert. Für diesen Zweck wurde in Essen eine Zweigniederlassung der Gebrüder Stumm GmbH errichtet. Am 10. September des Jahres 1938 kamen bei einer verbotswidrigen Seilfahrt fünf Bergleute ums Leben. In den Jahren 1940 bis 1941 wurde auf dem Betriebsbereich 1/2 ein neues Kesselhaus errichtet. Im Jahr 1941 wurde begonnen, den Schacht 4 tiefer zu teufen. Im Jahr 1942 wurde in Altlünen mit den Teufarbeiten für Schacht 5 begonnen. Im Jahr 1944 erreichte man im Schacht 4 das Niveau der 4. Sohle.

### Ausbau nach dem Zweiten Weltkrieg
Gegen Ende des Jahres 1946 wurden die Teufarbeiten im Schacht 5 eingestellt. Der Grund für die Arbeitseinstellung waren hohe Wasserzuflüsse. Im Jahr 1947 waren auf dem Baufeld 1/2 als Hauptfördersohlen die 3. Sohle und die 4. Sohle in Betrieb. Die 4. Sohle wurde über ein Gesenk betrieben. Zwischen den Schächten 3 und 4 war die 4. Sohle die Hauptfördersohle. Die Berechtsame umfasste zu diesem Zeitpunkt eine Fläche von 17,9 km2. Am 28. Juni desselben Jahres kam es im Baufeld 1/2 zu einem Grubenbrand, hierbei wurden elf Bergleute getötet. Im Jahr 1948 wurden die Teufarbeiten im Schacht 5 wieder aufgenommen. Das Gebirge im Schacht und die Schachtmauerung wurden zementiert, anschließend wurde der Schacht weiter abgeteuft. Im selben Jahr wurde der Schacht 1 bis zur 4. Sohle geteuft. Diese Sohle befand sich in einer Teufe von 819 Metern (- 739 m NN) und wurde auch als minus 740 Metersohle bezeichnet. Im selben Jahr wurde der Schacht 2 bis zur 3. Sohle tiefer geteuft. Auch der Schacht 4 wurde in diesem Jahr weiter geteuft. Am 22. September 1948 wurden die Felder Minister Achenbach, Minister Achenbach Erweiterung und Victoria Fortsetzung West zu Vereinigte Minister Achenbach und Eisenstein. Diese Berechtsame umfasste eine Fläche von 19,7 km2. Hinzu kam das Feld Altlünen mit einer Fläche von 19,1 km2. Somit umfasste die gesamte Berechtsame zu diesem Zeitpunkt eine Fläche von 38,9 km2.
Im Jahr 1950 erreichte der Schacht 5 bei einer Teufe von 548 Metern das Karbon. Im selben Jahr wurde bei einer Teufe von 615 Metern (- 557 m NN) die 3. Sohle angesetzt. Im Jahr 1952 wurde im Schacht 4 bei einer Teufe von 984 Metern (- 909 m NN) die 5. Sohle angesetzt. Im Jahr 1953 erreichte der Schacht 5 seine Endteufe von 800 Metern. Im selben Jahr wurde im Schacht 4 der Durchschlag mit der 3. Sohle erstellt. Auf dem Baufeld 1/2 wurde die 4. Sohle zur Hauptfördersohle. Im Jahr darauf wurde der Schacht 5 in Betrieb genommen. Im Jahr 1957 wurden die Felder Bochum Süd und Victoria Fortsetzung Nord erworben. Im selben Jahr wurde in Lünen-Lippholtshausen mit den Teufarbeiten für Schacht 6 begonnen. Der Schacht wurde vier Kilometer nordöstlich vom Betriebsbereich 1/2 neben dem Kraftwerk Kellermann angesetzt. Im Jahr 1958 erreichte der Schacht 6 bei einer Teufe von 445 Metern das Karbon. Bei einer Teufe von 474 Metern wurde noch im selben Jahr ein Durchschlag mit der 2. Sohle erstellt. Bei einer Teufe von 613 Metern wurde der Schacht mit der 3. Sohle und bei einer Teufe von 775 Metern mit der 4. Sohle durchschlägig. Somit wurde auf diesen Sohlen eine Verbindung mit den Schächten 4 und 5 getätigt. Die Berechtsame umfasste zu diesem Zeitpunkt eine Fläche von 41,5 km2.
Im Jahr 1960 wurde mit den Teufarbeiten für Schacht 7 begonnen. Der Schacht wurde einen Kilometer westlich des Betriebsbereiches 1/2 angesetzt. Am 1. Oktober des Jahres 1961 wurde der Schacht 6 in Betrieb genommen. Die im Schacht 6 geförderten Kohlen wurden direkt in das in unmittelbarer Nachbarschaft stehende Kraftwerk geliefert. Im selben Jahr erreichte man im Wetterschacht 7 bei einer Teufe von 354 m das Karbon. Im selben Jahr wurde bei einer Teufe von 503 Metern (- 428 m NN) die 2. Sohle angesetzt. Außerdem wurde der Schacht im selben Jahr mit der 3. Sohle des Baufeldes 1/2 durchschlägig. Der Schacht 6 wurde umbenannt in Friedrich Müller Schacht und das Feld Achenbach Erweiterung verliehen. Im Jahr 1962 wurde der Schacht 7 als Wetterschacht in Betrieb genommen. Auf dem Betriebsbereich 1/2 wurden im selben Jahr die Schächte 1 und 2 tiefer geteuft. Mit der Inbetriebnahme des Schachtes 7 waren auf der Zeche Minister Achenbach nun sieben Schächte in Betrieb. Im Jahr 1963 erreichte man im Schacht 2 das Niveau der 4. Sohle. Im Jahr 1964 wurde im Schacht 1 bei einer Teufe von 999 Metern (- 919 m NN) die 5. Sohle angesetzt. Ab dem Jahr 1964 wurden auf dem Bergwerk mehrere Rationalisierungsmaßnahmen durchgeführt. Die beiden Schächte 2 und 6 wurden mit einer Gefäßförderung ausgerüstet. Im Jahr 1966 wurde am Schacht 4 die Förderung eingestellt und die Tagesanlagen stillgelegt. Außerdem wurde in diesem Jahr der Schacht 5 stillgelegt. Im Jahr 1967 wurde auf der 4. Sohle ein Durchschlag zwischen den Baufeldern 1/2 und 4 erstellt. Im selben Jahr wurde der Schacht 2 bis zum Niveau der 5. Sohle niedergebracht. Im August des darauffolgenden Jahres wurden die Schächte 3 und 4 stillgelegt. Das Baufeld wurde den Betriebsbereichen 1/2 und 5/6 zugeteilt. Der Schacht 2 wurde nun als Zentralförderschacht eingesetzt. Am 4. Oktober desselben Jahres kam es zu einer Schlagwetterexplosion, hierbei wurden 17 Bergleute getötet.

### Übernahme durch die Ruhrkohle AG
Im Jahr 1968 wurde die Ruhrkohle AG gegründet und die Zeche Minister Achenbach wurde in die neugegründete Ruhrkohle AG eingegliedert. Das Bergwerk wurde der Bergbau AG Dortmund angegliedert. Im Jahr 1969 wurde auf dem Baufeld 1/2 die 5. Sohle ausgerichtet. Im Jahr 1970 umfasste die Berechtsame eine Fläche von 42,5 km2. Im Jahr 1971 wurde ein Förderberg von der 5. Sohle zur 4. Sohle in Betrieb genommen. Am 15. Dezember desselben Jahres wurde die Kokerei stillgelegt. 1973 übernahm „Minister Achenbach“ das Baufeld „Ickern“ von der geschlossenen Zeche Victor-Ickern in Castrop-Rauxel und damit die Schächte Ickern 3 und Ickern 4. Mit der Übernahme dieses Baufeldes umfasste die Berechtsame 52 km2. Um die im Baufeld Victor Ickern abgebauten Kohlen zu fördern, mussten mehrere Maßnahmen getätigt werden. Es wurde ein Querschlag der 3. westlichen Abteilung Minister Achenbach zur 12. östlichen Abteilung Ickern aufgefahren. Der Querschlag hatte bei Fertigstellung eine Länge von 860 Metern. Außerdem wurden zwei Streckenabzweige erstellt und ein Umtrieb mit einer Länge von 81 Metern aufgefahren. Um einen Durchschlag zwischen der 5. Sohle Minister Achenbach und der 6. Sohle Victor-Ickern zu erstellen, wurde ein Blindschacht zwischen beiden Sohlen abgeteuft. Der Blindschacht hatte eine gesamte Teufe von 175 Metern, davon entfielen 123 Meter auf den eigentlichen Blindschacht, 23 Meter auf den Blindschachtturm und 30 Meter auf den Sumpf. Der Blindschacht hatte einen lichten Durchmesser von 5,8 Metern und wurde mit Stahlsegmenten ausgebaut. Der Ausbau wurde mit Blechen verzogen, die mit Magerbeton hinterfüllt wurden. Um die Kohlen im Blindschacht zu fördern, wurden zwei Wendelrutschen zwischen den beiden Anschlägen installiert.
Im Jahr 1975 wurde das Feld Adolph von Hansemann 2 übernommen. Am 31. Dezember des Jahres 1977 wurde die Förderung im Schacht 6 eingestellt. Die in diesem Baufeld abgebauten Kohlen wurden unter Tage bis zum Schacht 2 gefördert und dort nach Tage gefördert. Im selben Jahr wurde ein 3,3 km2 Feldesteil an die Zeche Haus Aden abgegeben, dadurch umfasste die Berechtsame nun 48,7 km2. Nach der Umstrukturierung der RAG wurde die Zeche Minister Achenbach zum 1. Januar des Jahres 1977 der Bergbau AG Westfalen angegliedert. Im Jahr 1978 wurde die 5. Sohle zur Hauptfördersohle. Im selben Jahr wurde mit der Zeche Waltrop eine gemeinsame Werksdirektion gebildet. Im Jahr 1978 wurde die Zeche Waltrop stillgelegt, dadurch kam der Schacht 3 der Zeche Waltrop, in den Waltroper Rieselfeldern gelegen, dazu. Der Schacht war jedoch nicht durchschlägig mit dem Grubenfeld der Zeche Minister Achenbach. Ab Mitte März des Jahres 1981 wurde auf dem Bergwerk eine 600 Meter lange Flözstrecke in Ankertechnik aufgefahren. Dies war das erste Mal, dass im östlichen Ruhrrevier eine Flözstrecke in dieser Technik erstellt wurde. Am 10. Februar des Jahres 1982 kam es zu einem Bruch in einem Streb, hierbei wurden drei Bergleute getötet. Im Jahr 1983 wurde begonnen, den Wetterschacht 7 tiefer zu teufen. Am 11. Mai desselben Jahres stürzte der Förderkorb eines Blindschachtes ab, dabei wurden drei Bergleute getötet. Der Schacht wurde bis zur 5. Sohle auf eine Teufe von 1000 Metern abgeteuft. Um das Ostfeld Ickern weiter aufzuschließen, wurde auf der 5. Sohle begonnen, eine Richtstrecke nach Osten aufzufahren. Zur Erkundung der Lagerstätte wurde ein 150 Meter langer Gesteinsberg mit einer Teilschnittmaschine bis in das Flöz Zollverein 5 aufgefahren. Während der Streckenauffahrung der Basisstrecke wurde bereits nach 120 Metern ein starker Störungsbereich angefahren, diese Störungszone war über 100 Meter lang. Aus diesem Grund wurde die weitere Auffahrung der Strecke beendet. Im Jahr 1984 wurde im Schacht 7 bei einer Teufe von 808 Metern (- 733 m NN) die 4. Sohle angesetzt und im selben Jahr wurde der Schacht bei 990 Metern mit der 5. Sohle durchschlägig. Im darauffolgenden Jahr wurde im Schacht 4 die Förderung bis zur 5. Sohle tiefer gelegt. Im Jahr 1986 wurde die Auffahrung der 6. Sohle begonnen, hierzu wurde ein Bandberg erstellt.

### Die letzten Jahre bis zur Stilllegung

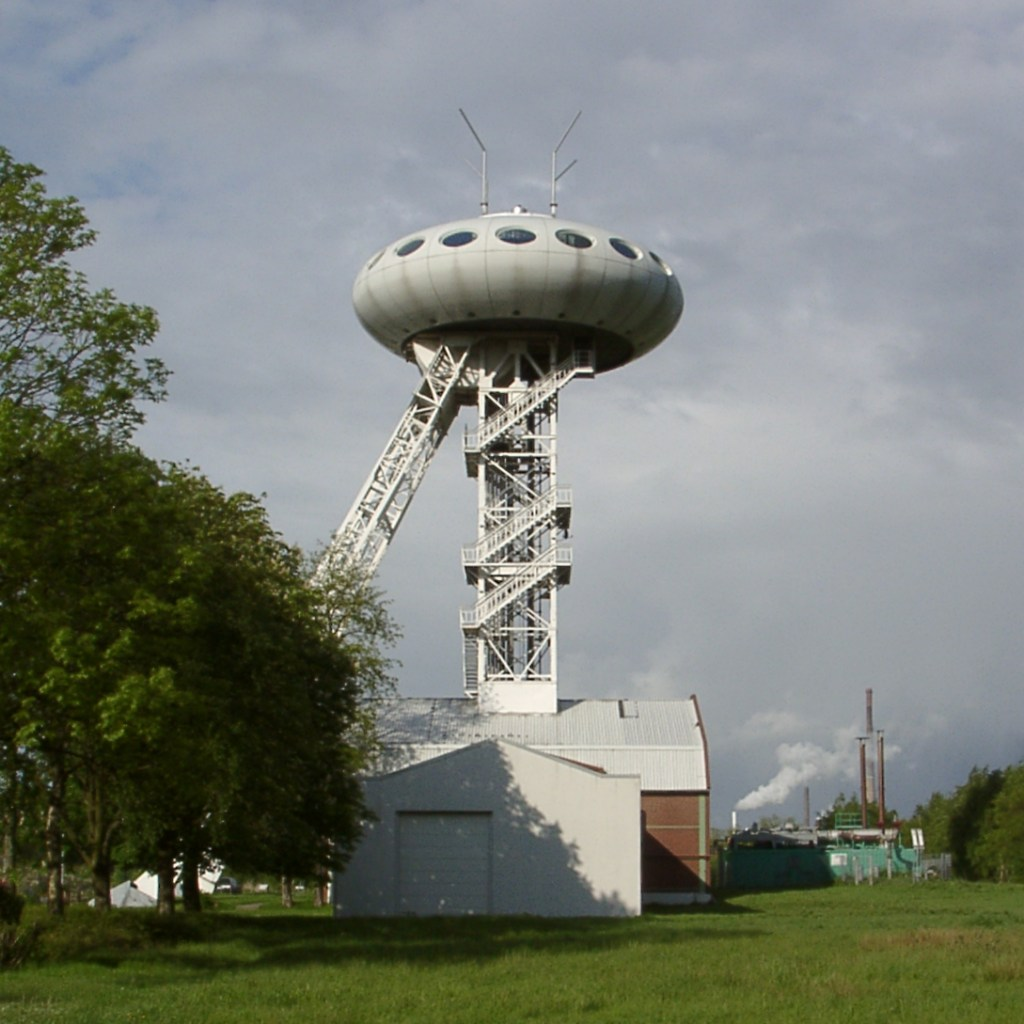
Colani-UFO auf dem Gelände des ehemaligen Schachtes 4 der Zeche Minister Achenbach

Im Jahr 1987 wurde die Förderung auf dem Bergwerk von 10.000 Tonnen auf 7500 Tonnen pro Tag reduziert. Im Mai des Jahres 1988 wurde der Abbau im Baufeld Ickern eingestellt. Im selben Jahr wurde begonnen, das zukünftige Kernbaufeld zwischen der 5. und der 6. Sohle auszurichten. Um die 6. Sohle mit Material zu versorgen, wurde eine 1000 Meter lange Gesteinsstrecke mit einer Neigung von 12 Gon aufgefahren. Im November desselben Jahres wurde der Abbau im Ostfeld eingestellt. Im gleichen Zeitraum wurde am Ende der Gesteinsstrecke eine Streckengabelung erstellt. In diesem Bereich sollte der Materialbahnhof 2 erstellt werden. Nach der Aufgabe des Ostfeldes wurden die Schächte 3, 4, 5 und 6 nicht mehr benötigt, diese Schächte wurden ab dem Jahresende verfüllt. Im Jahr 1990 wurde der Schacht Ickern 4 verfüllt. In der Mitte des Jahres 1992 waren die Lagerstättenvorräte des Bergwerks erschöpft. Die letzte Schicht fuhr am 30. Juni 1992 auf „Minister Achenbach“ ein. Nach der Schließung der Zeche zum 30. Juni wurden die Schächte Achenbach 1, 2 und 7 und der Schacht Ickern 3 verfüllt. Die Tagesanlagen wurden in den Jahren 1993 und 1994 bis auf wenige Ausnahmen abgerissen.

## Förderung und Belegschaft
Die ersten bekannten Förder- und Belegschaftszahlen stammen aus dem Jahr 1900, damals waren 221 Bergleute auf dem Bergwerk beschäftigt die eine Förderung von 1173 Tonnen Steinkohle erbrachten. Im Jahr 1904 lag die Förderung bereits bei 346.000 Tonnen Steinkohle. Im Jahr 1905 lag die Förderung bereits bei 445.962 Tonnen Steinkohle, die Belegschaftszahl lag bei 1868 Beschäftigten. Im Jahr 1910 lag die Beschäftigtenzahl bei 2532 Mitarbeitern, die Förderung betrug 720.079 Tonnen Steinkohle. Im Jahr 1913 wurden bereits 913.000 Tonnen Steinkohle gefördert, die Beschäftigtenzahl lag bei 2660 Mitarbeitern. Im Jahr 1915 wurden 709.000 Tonnen Steinkohle gefördert, die Beschäftigtenzahl lag bei 2105 Mitarbeitern. Im Jahr 1920 lag die Beschäftigtenzahl bei 2843 Mitarbeitern, die Förderung betrug 561.071 Tonnen Steinkohle. Im Jahr 1925 überschritt die Förderung die eine Million Tonnen Grenze. Es wurden 1.238.055 Tonnen Steinkohle gefördert, die Beschäftigtenzahl lag bei 4389 Beschäftigte. Unter anderem war der Fotograf und Heimatforscher Justus Pabst von 1903 bis 1945 Korrespondent bei der Zeche Minister Achenbach in Lünen-Brambauer und war dort vor allem für den französischen Schriftwechsel zuständig.
Im Jahr 1929 wurde die höchste Förderung vor dem Ausbruch der Weltwirtschaftskrise erzielt, sie betrug 1.700.000 Tonnen Steinkohle. Im Jahr 1930 sank die Förderung ab auf 1.340.302 Tonnen Steinkohle, die Beschäftigtenzahl betrug 4612 Mitarbeiter. Im Jahr 1935 sank die Förderung erneut auf nun 1.205.723 Tonnen Steinkohle, die Belegschaftsstärke betrug 2875 Mitarbeiter. Im Jahr 1940 stieg die Förderung wieder an. Sie betrug 1.882.686 Tonnen Steinkohle, die Belegschaftsstärke betrug 4463 Beschäftigte. Im Jahr 1945 sank die Förderung unter die eine Million Tonnen Grenze auf 705.000 Tonnen, es waren noch 3875 Beschäftigte auf dem Bergwerk. Im Jahr 1950 lag die Förderung wieder über der eine Million Tonnen Grenze. Sie betrug in diesem Jahr 1.670.756 Tonnen Steinkohle, die Belegschaftsstärke lag bei 5652 Beschäftigten. Im Jahr 1955 wurden 1.791.517 Tonnen Steinkohle gefördert, die Belegschaftsstärke lag bei 6615 Beschäftigten. Dieses war die höchste Beschäftigtenzahl des Bergwerks. Im Jahr 1960 lag die Förderung bei 1,690.000 Tonnen Steinkohle, die Belegschaftsstärke lag bei 6045 Beschäftigten. Im Jahr 1965 wurden 1.667.960 Tonnen Steinkohle gefördert, die Belegschaftsstärke betrug 4827 Mitarbeiter. Im Jahr 1970 wurde eine Förderung von 1.222.634 Tonnen Steinkohle erzielt, die Belegschaftsstärke lag bei 2892 Beschäftigten.
Im Jahr 1975 überschritt die Förderung des Bergwerks zum ersten Mal die zwei Millionen Tonnen Grenze. Es wurden in diesem Jahr 2.590.000 Tonnen Steinkohle gefördert, die Belegschaftsstärke lag bei 4635 Mitarbeitern. Im Jahr 1982 wurde die maximale Förderung des Bergwerks erzielt. In diesem Jahr wurden 2.745.029 Tonnen Steinkohle gefördert, die Belegschaftsstärke lag bei 4772 Beschäftigten. Im Jahr 1985 lag die Belegschaftsstärke bei 4688 Beschäftigten, die Förderung betrug 2.206.554 Tonnen Steinkohle. Im Jahr 1990 sank die Förderung wieder unter die zwei Millionen Tonnen Marke. In diesem Jahr wurden 1.869.163 Tonnen Steinkohle gefördert, die Belegschaftsstärke lag bei 3103 Beschäftigten. Im Jahr 1991 waren noch 2523 Bergleute auf dem Bergwerk beschäftigt, es wurden 1.891.347 Tonnen Steinkohle gefördert. Die letzten bekannten Förderzahlen der Zeche Minister Achenbach stammen aus dem Jahr 1992, in diesem Jahr wurden 1.129.546 Tonnen Steinkohle gefördert.

## Heutiger Zustand
Nach der Stilllegung des Bergwerks lag das rund 50 Hektar große Gelände nur kurze Zeit brach. Bereits im Jahr 1993 wurde mit der Herrichtung des Industrie- und Gewerbegebietes Achenbach I/II begonnen. Auf dem Gelände der Schachtanlage 4 wurde 1995 unter Einbeziehung der ehemaligen Verwaltungs- und Kauengebäude von 1922 das Technologiezentrum Lüntec errichtet. Wahrzeichen der Anlage ist das nach einer Ideenskizze von Luigi Colani gebaute Colani-Ei auf dem ehemaligen Fördergerüst.